# Imilmaiss
Imilmaiss (en àrab إميلمايس, Imīlmāys; en amazic ⵉⵎⵉⵍⵎⴰⵢⵙ) és una comuna rural de la província de Taroudant, a la regió de Souss-Massa, al Marroc. Segons el cens de 2014 tenia una població total de 6.584 persones.